# Jan Hijzelendoorn
Johannes Antonius Jacobus "Jan" Hijzelendoorn (20 de março de 1929 — 22 de outubro de 2008) foi um ciclista de pista holandês, que foi ativo entre 1948 e 1959. Competiu nos Jogos Olímpicos de 1948 e 1952 em provas de velocidade, com o melhor resultado da oitava posição no 1 km contrarrelógio em 1952. Conquistou uma medalha de bronze no sprint do Campeonato Mundial de 1950.